# Arthrodesmus trispinatus
Arthrodesmus trispinatus là một loài Song tinh tảo trong họ Desmidiaceae, thuộc chi Arthrodesmus.